# Лиланд Гроув (Илиноис)
Лиланд Гроув (енгл. Leland Grove) град је у америчкој савезној држави Илиноис. По попису становништва из 2010. у њему је живело 1.503 становника.

## Демографија
Према попису становништва из 2010. у граду је живело 1.503 становника, што је 89 (5,6%) становника мање него 2000. године.
| Група             | 2000.         | 2010.         |
| Белци             | 1.536 (96,5%) | 1.416 (94,2%) |
| Афроамериканци    | 7 (0,4%)      | 13 (0,9%)     |
| Азијати           | 14 (0,9%)     | 22 (1,5%)     |
| Хиспаноамериканци | 16 (1,0%)     | 27 (1,8%)     |
| Укупно            | 1.592         | 1.503         |